# Lambarih Bakmee
Lambarih Bakmee is een bestuurslaag in het regentschap Aceh Besar van de provincie Atjeh, Indonesië. Lambarih Bakmee telt 405 inwoners (volkstelling 2010).